# بربيت أبيض العرف
بربيت أبيض العرف (الاسم العلمي: Capito hypoleucus) (بالإنجليزية: White-mantled Barbet)‏ هو نوع من الطيور يتبع جنس البربيت من الفصيلة البربيتية.